# Jamestown West (Nova York)
Jamestown West és una concentració de població designada pel cens dels Estats Units a l'estat de Nova York. Segons el cens del 2000 tenia 2.535 habitants.

## Demografia
Segons el cens del 2000, Jamestown West tenia 2.535 habitants, 1.015 habitatges, i 687 famílies. La densitat de població era de 389,9 habitants/km².
Dels 1.015 habitatges en un 27,4% hi vivien nens de menys de 18 anys, en un 58,3% hi vivien parelles casades, en un 7% dones solteres, i en un 32,3% no eren unitats familiars. En el 28,4% dels habitatges hi vivien persones soles el 15,9% de les quals corresponia a persones de 65 anys o més que vivien soles. El nombre mitjà de persones vivint en cada habitatge era de 2,35 i el nombre mitjà de persones que vivien en cada família era de 2,89.
Per edats la població es repartia de la següent manera: un 21,6% tenia menys de 18 anys, un 4,4% entre 18 i 24, un 22,3% entre 25 i 44, un 26,3% de 45 a 60 i un 25,4% 65 anys o més.
L'edat mediana era de 46 anys. Per cada 100 dones de 18 o més anys hi havia 82,4 homes.
La renda mediana per habitatge era de 41.544 $ i la renda mediana per família de 52.688 $. Els homes tenien una renda mediana de 41.633 $ mentre que les dones 22.250 $. La renda per capita de la població era de 21.401 $. Entorn del 3,7% de les famílies i el 7,2% de la població estaven per davall del llindar de pobresa.

## Poblacions més properes
El següent diagrama mostra les poblacions més properes.